# Кар'єр Барсучий Лог
Кар'єр Барсучий Лог – колишнє гірничодобувне підприємство у Оренбурзькій області Росії.
Мідно-цинковоколчеданне родовище Барсучий Лог розвідали в 1970-х – 1980-х роках, а його  відпрацювання відкритим способом велось в 1996 – 2006 роках. За цей період звідси вилучили 3 млн тон руди, що містила 88 тис тон міді та 136 тисяч тон цинку. Проектна глибина кар’єру становила 152 метра при річній потужності у 0,4 млн тон.
Проект реалізувала компанія «ОРМЕТ», що належить до групи «Русской медной компании». З 1999-го руду Барсучого Логу приймала належна їй Гранітівська збагачувальна фабрика.